# Ліпарські острови
Ліпарські острови, також Еолійські або Еолові (італ. Isole Eolie) — група вулканічних островів (архіпелаг) у Тірренському морі на північ від Сицилії. Острови є у списку Світовій спадщини ЮНЕСКО. Утворені приблизно 260 000 років тому під час вулканічної активності. На острові Стромболі розташовується діючий вулкан. До архіпелагу входять такі острови: 
- Ліпарі
- Саліна
- Вулькано
- Стромболі
- Філікуди
- Алікуди
- Панарея
- Басилуццо

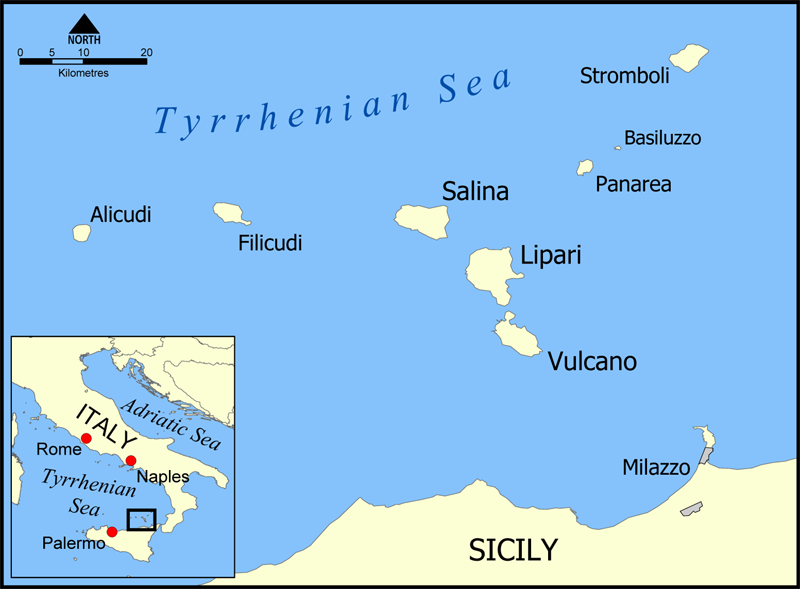
Мапа

Ліпарські острови є досить популярним туристичним маршрутом. Приблизно 200 000 туристів відвідують острови щороку. У літній період до островів тричі на тиждень ходить пором з Неаполя.
1. ↑  * Назва в офіційному англомовному списку